# ألكسندر نادفجي
ألكسندر نادفجي (بالصربية: Александар Нађфеји) مواليد 27 أكتوبر 1976 في بلغراد، صربيا، جمهورية يوغوسلافيا الاشتراكية الاتحادية، هو لاعب كرة سلة صربي معتزل. بدأ مسيرته الاحترافية في سنة 1996. اعتزل اللعب في 2016.

## المسيرة الاحترافية
لعب مع تليكوم باسكتس بون في الدوري الألماني من سنة 2001 إلى 2005، ثم لعب مع راين ستارز كولن من سنة 2005 إلى 2008، ثم لعب مع ألبا برلين في الدوري الألماني في موسم 2008–2009، ثم لعب مع تايغرز توبينغن في موسم 2009–2010، ثم لعب مع بايرن ميونخ لكرة السلة في الدوري الألماني من سنة 2010 إلى 2013، ثم لعب مع تايغرز توبينغن من سنة 2013 إلى 2016.

## روابط خارجية
- ألكسندر نادفجي على موقع الاتحاد الدولي لكرة السلة (الإنجليزية)
- ألكسندر نادفجي على موقع الدوري الأوروبي لكرة السلة (الإنجليزية)
- ألكسندر نادفجي على موقع كرة السلة الأوروبية.كوم (الإنجليزية)
- ألكسندر نادفجي على موقع ريلجم (الإنجليزية)
- ألكسندر نادفجي على موقع بروبوليرز (الإنجليزية)